# Friedrich Odenbach
Friedrich Odenbach (* 13. Januar 1945 in Bamberg) ist ein deutscher Politiker und ehemaliger Landtagsabgeordneter der SPD in Bayern.
Odenbach wuchs als einer von sechs Söhnen einer Arbeiterfamilie in Bamberg auf, wo er im Jahr 1964 Abitur an der Oberrealschule machte, dem heutigen Clavius-Gymnasium. Er studierte in Erlangen, Würzburg und Bamberg Lehramt für Volksschulen und arbeitete ab 1968 als Volksschullehrer. In den Jahren 1975 bis 1989 war er Seminarrektor, ab 1989 war er Schulrat zunächst in Coburg, ab 1993 in Bamberg. Bis Anfang 2010 war er Direktor des Schulamtes.
Im Jahr 1973 trat Odenbach in die SPD ein, für die er von 1984 bis 1996 im Gemeinderat von Bischberg saß. Von 1996 bis 2008 war er Mitglied des Kreistages Bamberg. Bei der Landtagswahl in Bayern 1994 trat er für die SPD an, erreichte aber nur den ersten Nachrückerplatz. Als Bernd Hering, seit dem 1. Mai Landrat in Hof (Saale), am 11. Juli 1996 aus dem Landtag ausschied, rückte Odenbach für ihn nach. Bei der Landtagswahl 1998 unterlag er zwar im Stimmkreis Bamberg-Land Heinrich Rudrof von der CSU. Über die Liste des Wahlkreises Oberfranken erhielt er aber genügend Zweitstimmen, um zusammen mit seinem Erststimmergebnis wiedergewählt zu werden. Zur Bundestagswahl 2002 trat er als Direktbewerber im Bundestagswahlkreis Bamberg an, erhielt aber nur 25 % der Stimmen. Bei der Landtagswahl 2003 unterlag Odenbach mit 13,8 % wiederum Heinrich Rudrof von der CSU. Er schied daraufhin aus dem Landtag aus.
Im Landtag war Odenbach Mitglied im Ausschuss für Fragen des öffentlichen Dienstes und im Ausschuss für Hochschule, Forschung und Kultur.
Odenbach ist verheiratet und hat zwei Kinder.